# Sextus Otto Lindberg
Sextus Otto Lindberg (né le 29 mars 1835 à Stockholm et mort le 20 février 1889 à Helsingfors) est un botaniste suédois qui fit sa carrière dans le grand-duché de Finlande appartenant alors à l'Empire russe et qui s'est notamment consacré à la bryologie. C'est le père du botaniste Harald Lindberg (1871-1963).

## Carrière
Lindberg poursuit ses études de botanique à l'université d'Uppsala où il se spécialise dans l'étude des bryophytes. Il étudie ensuite la médecine à l'institut Karolinska de Stockholm, obtenant sa licence en 1863 et son doctorat l'année suivante, grâce à une thèse en pharmacologie intitulée Om de officinela barkarne.
Lindberg enseigne la botanique à l'université Alexandre d'Helsingfors de 1865 à sa mort, commençant avec une étude sur la famille des Trichostomeae d'Europe et étudiant particulièrement les bryophytes. Il dirige l'herbier de l'université qui comprenait plus de 45 000 spécimens à cette époque.
Il était membre de la Societas pro fauna et pro flora fennica, fondée en 1821 à Åbo par Sahlberg et dont le siège est transféré à l'université d'Helsingfors en 1829. Il est fait docteur honoris causa de l'université d'Uppsala en 1877 et correspondant de l'Académie royale des sciences de Suède en 1886.

## Hommages
Le genre Lindbergia (Poaceae) lui a été dédié en 1968 par Norman Loftus Bor.
La revue scientifique Lindbergia consacrée à la bryologie et éditée par la Société bryologique nordique (Nordic Briological Society) lui doit son nom.

## Quelques publications
- S.O. Lindberg & H.W. Arnell, Musci Asiæ Borealis. Beschreibung der von den Schwedischen Expeditionen nach Sibirien in den Jahren 1875 und 1876 gesammelten Mouse, 1889
- Om fruktgömmet hose Cariceaee, éd. J. Simelii, 6 pp., 1885
- Sandea et Myriorrhynchus, nova Hepaticarum genera, éd. Ex officina heredum J. Simelii, 9 pp., 1884
- Monographia praecursoria Peltolepidis, Sauteriae et Cleveae, éd. Ex officina heredum J. Simelii, 15 pp., 1882
- Musci scandinavici in systemate novo naturali dispositi, 1879
- Utkast till en naturlig gruppering af Europas bladmossor med toppsittande frukt, 1878
- Monographia Metzgeriae, éd. Ex officina Societatis litterariae fennicae, 48 pp., 1877

- Plantæ nonnullæ Horti Botanici Helsingforsiensis ... Societati exhibitum die 19 Septembris 1870, 1871
- Om de europeiska Trichostomeae, Helsingfors, éd. J.C. Frenckell & Son, 1864

## Source
- (sv) Cet article est partiellement ou en totalité issu de l’article de Wikipédia en suédois intitulé « Sextus Otto Lindberg » (voir la liste des auteurs).

Lindb. est l’abréviation botanique standard de Sextus Otto Lindberg.
Consulter la liste des abréviations d'auteur en botanique ou la liste des plantes assignées à cet auteur par l'IPNI, la liste des champignons assignés par MycoBank, la liste des algues assignées par l'AlgaeBase et la liste des fossiles assignés à cet auteur par l'IFPNI.